# Albert S. Ruddy
Albert Stotland Ruddy, dit Al Ruddy, est un producteur et scénariste américano-canadien né le 28 mars 1930 à Montréal (Canada) et mort le 25 mai 2024 à Los Angeles (Californie),.

## Biographie
Albert S. Ruddy est le co-créateur de la série télévisée Papa Schultz.
Il est notamment connu pour avoir rencontré le parrain Joseph Colombo, durant le tournage du Parrain de Francis Ford Coppola. Le mafieux est alors le président de la Ligue de défense des droits civiques des Italo-Américains, qui mène une campagne contre le film, l'accusant d'assimiler l'ensemble des Italo-Américains aux membres de la mafia. Après la rencontre entre Ruddy et Colombo, la ligue stoppe cette campagne, le producteur ayant convenu que le film ne mentionnerait pas les expressions « Mafia » et « Cosa nostra ».
En 2022, Paramount+ diffuse la mini-série The Offer, qui revient sur le tournage du film Le Parrain, raconté du point de vue d'Albert S. Ruddy (incarné par Miles Teller).

## Filmographie

### comme producteur
- 1965 : Graine sauvage (en) (Wild Seed)
- 1970 : L'Ultime Randonnée (Little Fauss and Big Halsy)
- 1971 : Making It (en)
- 1972 : Le Parrain (The Godfather)
- 1974 : Plein la gueule (The Longest Yard)
- 1975 : Coonskin
- 1976 : La Conquête de l'Ouest (The Macahans) (TV)
- 1978 : Matilda
- 1981 : Chasse à mort (Death Hunt)
- 1981 : L'Équipée du Cannonball (The Cannonball Run)
- 1982 : Megaforce
- 1984 : Signé : Lassiter (Lassiter)
- 1984 : Cannonball 2 (Cannonball Run II)
- 1989 : Cannonball 3 (Speed Zone!)
- 1990 : Double jeu (Impulse)
- 1992 : Miracle in the Wilderness (TV)
- 1992 : The Godfather Trilogy: 1901-1980 (vidéo)
- 1992 : Ladybugs
- 1993 : Walker, Texas Ranger (série télévisée)
- 1994 : Belles de l'Ouest (Bad Girls)
- 1994 : La Révélation (The Scout)
- 1996 : Vengeance froide (Heaven's Prisoners)
- 1997 : L'Amour oublié (en) (Married to a Stranger) (TV)
- 2000 : Running Mates (TV)
- 2001 : Carton rouge (Mean Machine)
- 2002 : Flatland (série télévisée)
- 2004 : Million Dollar Baby
- 2005 : Mi-temps au mitard (The Longest Yard)
- 2006 : Cloud 9 (en)
- 2014 : Sabotage de David Ayer
- 2021 : Cry Macho de Clint Eastwood
- 2022 : The Offer (mini-série)

### comme scénariste
- 1978 : Matilda
- 1982 : Megaforce
- 1984 : Cannonball 2 (Cannonball Run II)
- 2006 : Cloud 9 (en)

### comme acteur
- 2000 : Running Mates (TV) : Fatcat